# Guido Gezellebrug
De Guido Gezellebrug is een betonnen brug over de Leie in Deinze. De brug ligt in de Guido Gezellelaan, beide vernoemd naar de Vlaamse dichter Guido Gezelle.
De brug werd in 1951 gebouwd, is 58 m lang en bestaat uit drie overspanningen: twee zij-overspanningen van 15 m elk en een middenoverspanning van 28 m over de rivier. De breedte bedraagt 11,4 m. De doorvaarthoogte is 2,70 m.